# Corruption de mineur en France
La corruption de mineur est un délit objet de l'article  227-22 du code pénal français. C'est l'un des abus sexuels sur mineur réprimés en France. D'après le Dictionnaire de droit criminel, « [i]l y a corruption de mineur lorsqu’un individu s’efforce de profiter de la jeunesse et de l’inexpérience de sa victime pour l’initier à un vice, et s’efforcer de l’en rendre esclave. »

## Caractérisation de la corruption
Cette incrimination reprend celle de l'article 334-2 de l'ancien code pénal, qui punissait également de prison et d'amende .

### Exemples dans la jurisprudence
- Le fait pour un photographe de se masturber devant une jeune fille censée poser pour lui ; pareille mise en scène impliquerait la volonté d’éveiller les pulsions sexuelles de l’adolescente et donc de l’exciter à la débauche[4].
- Le fait d’envoyer des textes érotiques et des dessins pornographiques à un mineur, incitant ce dernier à une sexualité perverse[5].
- Le fait de projeter devant des mineurs des films pornographiques[6].

Si le caractère obscène de l’acte matériel fait défaut, l’infraction n’est pas caractérisée.

## Preuve de la minorité
Pour que l'infraction soit caractérisée, le ministère public doit prouver la minorité de la victime. Le mis en cause peut se défendre en prouvant qu'il a été trompé sur l'âge de la victime.

## Peines
Le fait de favoriser ou de tenter de favoriser la corruption d'un mineur est puni de cinq ans de prison et de 75 000 euros d'amende.
La peine est portée à sept ans d'emprisonnement et 100 000 euros d'amende lorsque le mineur a été mis en contact avec l'auteur des faits grâce à l'utilisation, pour la diffusion de messages à destination d'un public non déterminé, d'un réseau de communications électroniques ou que les faits sont commis dans les établissements d'enseignement ou d'éducation ou dans les locaux de l'administration, ainsi que lors des entrées ou sorties des élèves ou du public ou dans un temps très voisin de celles-ci, aux abords de ces établissements ou locaux. Les mêmes peines sont notamment applicables au fait, commis par un majeur, d'organiser des réunions comportant des exhibitions ou des relations sexuelles auxquelles un mineur assiste ou participe ou d'assister en connaissance de cause à de telles réunions.
La peine est portée à dix ans d'emprisonnement et 150 000 d'euros d'amende (depuis 2021, auparavant un million) si les faits sont commis à l'encontre d'un mineur de quinze ans, 1 000 000 d'euros d'amende lorsque les faits ont été commis en bande organisée.